# Mali Podlog
Mali Podlog este o localitate din comuna Krško, Slovenia, cu o populație de 103 locuitori.